# Beverly Berger
Beverly K. Berger es una física estadounidense conocida por su trabajo sobre física gravitacional, especialmente ondas gravitacionales, gravitones y singularidades gravitacionales. Además de sus investigaciones físicas más serias, también es conocida por notar que los patrones vibratorios causados por los cuervos locales interferían con las observaciones en el observatorio LIGO.

## Biografía
Completó su doctorado en la Universidad de Maryland en College Park en 1972. Su disertación, Un modelo cosmológico que ilustra la creación de partículas mediante la producción de gravitones, fue supervisada por Charles W. Misner.
Durante mucho tiempo fue profesora de física en la Universidad de Oakland,
 también trabajó durante más de diez años como responsable de programas de relatividad general y gravitación en la Fundación Nacional de Ciencias antes de jubilarse en 2012. Es investigadora visitante en la colaboración LIGO en la Universidad Stanford.
En 1983, la Fundación Nacional de Ciencias le otorgó una cátedra visitante para mujeres en ciencia e ingeniería. En 1998, fue nombrada miembro de la Sociedad Estadounidense de Física, después de una nominación de la División de Física Gravitacional de la APS, "por sus contribuciones pioneras a cuestiones globales en la relatividad general clásica, particularmente el análisis de la naturaleza de las singularidades cosmológicas, y por fundando el Grupo Tópico sobre Gravitación de la APS". Con motivo de su jubilación en 2012, fue honrada con una sesión especial de la reunión de la APS de abril de 2012.
Dentro de la Sociedad Estadounidense de Física (APS), jugó un papel decisivo en la fundación del Grupo Tópico sobre Gravitación, que más tarde se convertiría en la División de Física Gravitacional. Fue su primera presidenta, en 1996, y volvió a ocupar el cargo en 2014-2015. También presidió el Comité de la APS sobre la situación de la mujer en la física en 2000.
Ha sido secretaria de la Sociedad Internacional de Relatividad General y Gravitación desde 2010, y ha representado a Estados Unidos ante la Unión Internacional de Física Pura y Aplicada.

## Libros
Junto con Abhay Ashtekar, James A. Isenberg y Malcolm MacCallum, coeditó el libro General Relativity and Gravitation: A Centennial Perspective (Cambridge University Press, 2015).
La American Astronomical Society y IOP Publishing anunciaron que se esperaba que su libro Vignettes from General Relativity fuer publicado en 2021, finalmente el libro se publicó en 2023.